# VK Niel
VK Niel was een Belgische voetbalclub uit Niel. De club sloot in 1969 aan bij de KBVB met stamnummer 7299.
In 1992 fuseerde de club met K Nielse SV tot KVK Nielse.

## Geschiedenis
De club werd in januari 1969 gesticht als FC Niel, met groen en wit als clubkleuren. Deze benaming en clubkleuren zouden in voege blijven tot 1989 toen de naam werd veranderd naar VK Niel en de clubkleuren geel en rood werden.
In april 1969 sloot de club aan bij de KBVB, men gaf als tenue een verticaal gestreept groen-wit shirt met witte broek door aan de voetbalbond.
Vanaf het seizoen 1970-1971 nam de club aan de competitie in provinciale afdelingen deel. 
Tot 1972 was dit in Derde Provinciale. Toen voor 1972-1973 in de provincie Antwerpen Vierde Provinciale werd ingevoerd, kwam FC Niel daarin terecht.
De club bleef heel zijn bestaan in de onderste reeks spelen en zeer bescheiden resultaten halen, slechts zelden wist men in de bovenste helft van de klassering te eindigen, dat gebeurde een eerste keer in 1984-1985 toen een zevende plaats werd behaald.
In 1989 veranderde men de clubbenaming naar VK Niel en koos men voor geel en rood als clubkleuren.
In 1990-1991 legde men beslag op de zesde plaats, waardoor men voor een tweede keer in de linkerkolom kon eindigen. 
In 1991-1992 werkte VK Niel zijn laatste seizoen af, men eindigde dertiende en fuseerde met de succesvollere dorpsgenoot K Nielse SV en vormde KVK Nielse. Stamnummer 7299 werd ingediend, men ging verder onder stamnummer 415 van Nielse.